# Ронинсон, Готлиб Михайлович
Го́тлиб Миха́йлович Ронинсо́н (имя при рождении — Го́тлиб Ме́нделевич Ронинсо́н; 12 февраля 1916, Вильна, Российская империя — 25 декабря 1991, Москва, Россия) — советский актёр театра и кино; народный артист РСФСР (1989). Один из ведущих актёров театра на Таганке периода его расцвета (1964—1991).

## Биография

### Происхождение
Родился 12 февраля 1916 года в оккупированной германскими войсками Вильне в еврейской семье. Его родители Мендель Ерухимович Ронинсон (1893, Витебск — 1953, Москва) и Тойба (в быту Татьяна) Готлибовна Калетухес (1 декабря 1887, Вильна — 1963, Москва) поженились там же 31 мая 1915 года. Был назван в память деда по материнской линии Готлиба Гершоновича Калетухеса (1850—1915), умершего за год до рождения артиста. В начале 1920-х годов переехал в Москву с матерью, которая устроилась на работу инкассатором. Родители к этому времени расстались, и отец с новой семьёй жил в Витебске.
В 1928—1939 годах — участник детского хора и солист мимического ансамбля Большого театра СССР; в 1941—1945 годах был старшим пионервожатым и воспитателем детского дома в Верхнеуральске.

### Актёрская деятельность
В 1945 году Готлиб Ронинсон окончил Театральное училище имени Бориса Щукина, а через год пришёл в Московский театр драмы и комедии на Таганке, где и проработал всю свою жизнь. Когда в 1964 г. в театр пришёл Юрий Любимов в качестве главного режиссёра, Ронинсон вошёл в состав нового коллектива.
На этой сцене за 45 лет актёр сыграл самые разные роли — мужские, женские, комические и трагические; он участвовал в таких знаменитых спектаклях, как «Десять дней, которые потрясли мир», «Мастер и Маргарита», «А зори здесь тихие…» и другие постановки.
В кино Готлиб Ронинсон стал сниматься в начале 1950-х годов, однако узнаваемым актёр стал после фильмов Эльдара Рязанова «Берегись автомобиля» (1966), «Зигзаг удачи» (1968) и «Ирония судьбы, или С лёгким паром!» (1975). После этих небольших, но ярких и запоминающихся ролей его стали приглашать и другие видные советские режиссёры. Среди них — Леонид Гайдай («12 стульев», «Не может быть!»), Георгий Данелия («Афоня»), Никита Михалков («Раба любви»), Александр Алов и Владимир Наумов («Бег»), Вениамин Дорман («Возвращение резидента»), Алексей Коренев («Большая перемена»).

### Последние годы и смерть
Собственной семьи актёр так и не создал и до самой смерти матери жил с ней. В последние годы жизни страдал частыми приступами эпилепсии, которая преследовала актёра с самого детства. Перенёс несколько операций. За несколько лет до смерти заказал для себя могильную плиту с датой рождения.
Скончался в Москве на 76-м году жизни 25 декабря 1991 года. За несколько часов до спектакля «Мастер и Маргарита», в котором Ронинсон исполнял роль Поплавского, он перенёс инсульт. Тем же вечером его квартиру на улице Крымский Вал посетили коллеги по театру и обнаружили его мёртвым. Валерий Погорельцев вспоминал:
Войдя в квартиру, мы стали свидетелями жуткой картины: Ронинсон с красным лицом лежал посреди комнаты на ковре, из его разжатого кулачка выкатилась маленькая жёлтая таблетка.
Похоронен на Введенском кладбище рядом с матерью (участок № 18).
После кончины артиста его квартира неоднократно подвергалась разграблению со стороны соседей, за несколько дней вынесших дорогую коллекцию алкогольных напитков, кассетные магнитофоны, телефоны и фотоаппараты.

## Творчество

### Роли в театре
- 1946 — «Народ бессмертен» по роману В. П. Гроссмана — лейтенант Лядов
- 1946 — «Каширская старина» Д. В. Аверкиева — Подьячий Живуля
- 1949 — «Последняя граница» Н. Лабковского и А. Лейбмана — Кленси
- 1950 — «Звезда Севильи» Лопе де Вега — Клориндо
- 1951 — «Семь волшебников» А. Д. Симукова — Кот Флегонт
- 1952 — «Этих дней не смолкнет слава» Л. Рудого — Кавамура
- 1953 — «Дорогой подарок» — Затируха
- 1954 — «Грех» С. Жеромского — Настройщик
- 1957 — «Факир на час» В. А. Дыховичного и М. Р. Слободского — Аким
- 1958 — «Призраки» Э. Де Филиппо — швейцар Раффаэле (чёрная душа)
- 1960 — «Четверо под одной крышей» М. Смирнова, М. Крайнделя, Постановка: С. Г. Бирман; Режиссёр: Я. Н. Ромбро — Посетитель
- 1961 — «Фантазия для скрипки» Б. Метальникова, Постановка: А. К. Плотников, Режиссер: М. В. Попова — Кулик
- 1962 — «Скандальное происшествие с мистером Кэттлом и миссис Мун» Дж. Пристли — Хардэкр, член Городского правления
- 1964 — «Добрый человек из Сезуана» Б. Брехта — Второй бог
- 1964 — «Герой нашего времени» М. Ю. Лермонтова — Пьяный на балу
- 1965 — «Антимиры» А. Вознесенского
- 1965 — «Десять дней, которые потрясли мир» Д. Рида
- 1966 — «Жизнь Галилея» Б. Брехта — Дож Венеции, Кардинал, Маршал двора
- 1967 — «Дознание» П. Вайса, постановка: П. Фоменко
- 1967 — «Пугачёв» по С. А. Есенину — граф Сегюр
- 1969 — «Час пик» по Е. С. Ставинскому — Бухгалтер Давидович
- 1969 — «О том, как господин Мокинпот от своих злосчастий избавился» П. Вайса, реж.: М. Левитин
- 1971 — «А зори здесь тихие…» Б. Васильева
- 1973 — «Товарищ, верь!..» по пьесе Ю. П. Любимова и Л. В. Целиковской
- 1975 — «Пристегните ремни» Г. Я. Бакланова и Ю. П. Любимова — Костя
- 1976 — «Обмен» по Ю. В. Трифонову — сотрудник Гинега
- 1976 — «Вишнёвый сад» А. П. Чехова — Фирс
- 1977 — «Мастер и Маргарита» по М. А. Булгакову — конферансье Жорж Бенгальский и Максимилиан Поплавский

### Фильмография
- 1951 — Прощай Америка — эпизод
- 1953 — Адмирал Ушаков — турок
- 1953 — Корабли штурмуют бастионы — подручный Орфано (нет в титрах)
- 1962 — Кубинская новелла — бармен
- 1966 — Берегись автомобиля — Яков Михайлович, начальник Деточкина
- 1968 — Зигзаг удачи — муж Лидии Сергеевны, рентгенолог
- 1968 — Времена года, киноальманах, «Четвёртый папа» — парикмахер
- 1968 — Урок литературы — Игорь Раймондович («Пони»), учитель физики
- 1969 — Кабачок «13 стульев» (телеспектакль) — пан Станислав
- 1970 — Бег — грек-сладострастник
- 1971 — 12 стульев — Кислярский, председатель одесской бубличной артели «Московские баранки»
- 1971 — Старики-разбойники — врач «скорой помощи»
- 1972 — Записки Пиквикского клуба (телеспектакль) — аптекарь-присяжный
- 1973 — Большая перемена — инженер, бригадир на заводе
- 1973 — Земля, до востребования — Карлос Форелли («Трамвайщик»), контролёр в трамвайном парке
- 1973 — Райские яблочки — капитан полиции
- 1974 — Театр Клары Газуль (телеспектакль) — вице-король
- 1975 — Афоня — астроном («Архимед»), сотрудник планетария
- 1975 — Ирония судьбы, или С лёгким паром! — пассажир из Красноярска, ожидающий посадки на самолёт в аэропорту Ленинграда
- 1975 — Не может быть! — Иван Израилевич, гость на свадьбе
- 1975 — Ответная мера — Семён Яковлевич Сойкин, бухгалтер
- 1975 — Раба любви — Иван Карлович Фигель, бухгалтер
- 1976 — Волшебный круг — пьяный грек в феске
- 1977 — Фантазии Веснухина — дядя Гоша, фотограф (озвучил Георгий Вицин)
- 1977 — Хождение по мукам — парикмахер
- 1978 — Лекарство против страха — директор магазина «Рыболов-спортсмен»
- 1979 — Месяц длинных дней (телеспектакль) — лектор
- 1980 — Атланты и кариатиды — Лазарь Львович Фрид, заместитель директора филиала, «крепкий» хозяйственник
- 1980 — Если бы я был начальником — сосед Немоляевых
- 1980 — О бедном гусаре замолвите слово — Марк Юльевич Мовзон, провинциальный актёр
- 1980 — Адам женится на Еве — секретарь суда
- 1982 — Возвращение резидента — аптекарь Поммере
- 1987 — Десять дней, которые потрясли мир (телеспектакль)
- 1990 — Самоубийца — рисовавший портреты вождей
- 1990 — Мой муж — инопланетянин — пациент стоматолога
- 1991 — По Таганке ходят танки — врач

### Киножурнал «Ералаш»
- 1979 — Выпуск № 20 (сюжет «Откуда дровишки?»)[10] — учитель физики
- 1982 — Выпуск № 32 (сюжет «Игра окончена, маэстро!»)[11] — дедушка мальчика

### Озвучивание мультфильмов
- 1988 — Потерялась птица в небе
- 1980 — Свинопас
- 1978 — Чудеса в решете
- 1974 — Мешок яблок
- 1969 — Золотой мальчик (нет в титрах)
- 1967 — Честное крокодильское!

## Признание и награды
- Заслуженный артист РСФСР (27 ноября 1970)
- Народный артист РСФСР (5 сентября 1989)

## Память
Творчеству и памяти актёра посвящены документальные фильмы и телепередачи
- «Чтобы помнили» (2003)
- «Готлиб Ронинсон. „Несмешная жизнь смешного человека“» («Россия», 2008)[13]
- «Готлиб Ронинсон. „Короли эпизода“» («ТВ Центр», 2016)[14]
- «Готлиб Ронинсон. „Раскрывая тайны звёзд“» («Москва 24», 2018)[15]
- «Готлиб Ронинсон. „Звёзды советского экрана“» («Москва 24», 2021)[16]

- У Владимира Высоцкого есть строки, посвящённые Готлибу Ронинсону[17]:

Если болен морально ты

Или болен физически,

Заболел эпохально ты

Или периодически —

Не ходи ты по частникам,

Не плати ты им грошики,

Иди к Гоше, несчастненький,

Тебя вылечит Гошенька.